# Nevin Yanıt

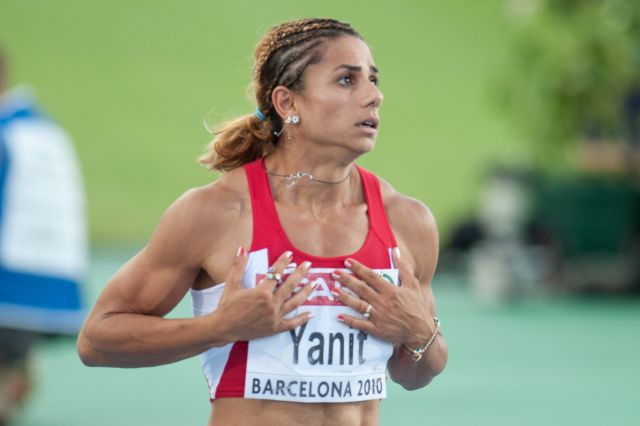
Nevin Yanıt bei den Europameisterschaften 2010

Nevin Yanıt (* 16. Februar 1986 in Mersin) ist eine türkische Hürdenläuferin, die sich auf die 100-Meter-Strecke spezialisiert hat.

## Werdegang
2007 gewann sie die Silbermedaille bei der Universiade in Bangkok. Bei den Weltmeisterschaften in Osaka und bei den Olympischen Spielen 2008 in Peking erreichte sie das Halbfinale.
2009 errang sie bei den Mittelmeerspielen in Pescara und der Universiade in Bangkok Gold. Bei den Weltmeisterschaften in Berlin schied sie im Halbfinale aus.
2010 gewann sie die Goldmedaille bei den Europameisterschaften in Barcelona mit dem nationalen Rekord von 12,63 s. Zwei Jahre später verteidigte sie ihren Titel in 12,81 s bei den Europameisterschaften in Helsinki. Bei den Olympischen Spielen 2012 in London konnte sie ihren türkischen Rekord auf 12,58 s verbessern und damit als beste Europäerin Fünfte werden.
Bei den Halleneuropameisterschaften 2013 in Göteborg gewann sie mit neuem türkischen Rekord von 7,89 s die Goldmedaille.
Nevin Yanıt studiert Sportwissenschaft an der Mersin Üniversitesi.

### Dopingsperre 2015
Im August 2013 wurde Yanıt mit einer zweijährigen Wettkampfsperre belegt, nachdem sie bei einer Dopingkontrolle beim Düsseldorfer PSD Bank Meeting im Februar positiv auf Stanozolol und Testosteron getestet worden war. Nach einem Einspruch der IAAF wurde die Sperre vom Internationalen Sportgerichtshof CAS auf drei Jahre verlängert.

## Persönliche Bestzeiten
- 60 m Hürden (Halle): 7,89 s, 1. März 2013, Göteborg
- 100 m Hürden: 12,58 s, 7. August 2012 London

## Auszeichnungen
- 2010: Sedat-Simavi-Preis für Sport